# Edmund Davall
Cet article possède un paronyme, voir Edmond Davall.
Pour les articles homonymes, voir Davall.
 (avril 2025).
Edmund Davall (né à Londres en août 1763 et mort à Orbe le 26 septembre 1798) est un botaniste helvetico-britannique.

## Biographie
Né dans une famille de la petite noblesse militaire et parlementaire anglaise, il était fils d’un autre Edmund Davall (1737-1784), esquire, officier de l’approvisionnement dans l’amirauté anglaise et de Charlotte Thomasset (1728-1788), vaudoise native d'Agiez, qui émigra à Londres en 1749.
Dès l’âge de 20 ans, Edmund Davall est passionné de botanique et il deviendra en peu de temps très versé dans cette science. Il arrive à Orbe (Suisse) pour des recherches botaniques avant le mois de février 1784. Il s’installe dans la maison familiale de ses nombreuses tantes Thomasset. Le 5 avril 1784, son père meurt à Londres, des suites d’une amputation de la jambe. Sa mère rentre alors en Suisse en août 1784 et s’installe à Orbe avec lui chez ses sœurs, où elle mourra le 11 novembre 1788.
Dès son arrivée à Orbe, Edmund Davall crée un jardin botanique, dont il prend grand soin personnellement. Il se fait connaître très rapidement en Suisse. En 1787, il découvre des plantes avec Albrecht von Haller fils, qui seront classées dans la nomenclature de son ami Jean Louis Antoine Reynier ; les revues scientifiques suisses de l'époque y font écho. C’est son voisin Charles Victor de Bonstetten, dernier bailli de Nyon et membre du Groupe de Coppet, qui l’encourage à entrer en contact avec Jakob Samuel Wyttenbach, pasteur et naturaliste de Berne, avec qui il entretiendra de fréquents contacts. Il est également en relation avec Jean Senebier, pasteur, bibliothécaire et botaniste de Genève, Werner de Lachenal (de) et même avec le grand naturaliste Horace Bénédict de Saussure, qui vient lui rendre visite à Orbe et que Davall rencontre à Genève en 1791. Saussure cite Davall dans son Voyages dans les Alpes, paru à Neuchâtel en 1796.
Davall part en voyage à Londres en 1788 pour de longs mois. Wyttenbach et Senebier lui écrivent des lettres de recommandation pour Sir James Edward Smith, premier président de la Société linnéenne de Londres, qu’ils avaient rencontré lors de son voyage en Suisse l’année précédente, pendant que ce dernier effectuait un tour d’Europe. Smith l’accueille chez lui pour tout son séjour à Londres. Il naît entre Smith et Davall une très grande amitié, qui durera toujours, et dont l’abondante correspondance est conservée dans les archives de la Société linnéenne. Lors de son séjour à Londres durant cette année 1788, Edmund Davall est élu membre correspondant de la Société linnéenne de Londres le 16 septembre 1788.
Au début de 1789, Davall se décide à regagner la Suisse. En rentrant, il s’arrête à Paris et est ainsi un témoin de l’effervescence de la ville dans cette période pré-révolutionnaire.
Edmund Davall se marie le 4 septembre 1789 avec Henriette Crinsoz de Cottens (1762-1839), originaire d'Orbe.
Davall continue ensuite à s’occuper de botanique. Sa santé, déjà éprouvée durant son séjour à Londres, devient de plus en plus fragile. Ses yeux le font souffrir et il confie à son ami Albrecht von Haller qu’il a de la peine à écrire des lettres, cela le fatiguant trop et qu’il est complètement incapable de travailler avec la lumière d’une bougie. Il a moins de 30 ans. Son entourage l’exhorte à réduire ses recherches botaniques. Ses maigres revenus sont consacrés à l’achat de planches très onéreuses, qu’il se procure en Angleterre par le concours de son ami Louis Mandrot.
Il envoie à son ami Smith des plantes cinq fois par an. On apprend que dans le même temps Smith les utilise lorsqu’il donne des cours de botanique à la famille royale anglaise. En septembre 1792, Georgiana, duchesse de Devonshire voyage en Suisse et veut absolument rencontrer Davall avec lequel elle mange à Orbe. Durant ce repas, Davall lui enseigne le nom de plusieurs plantes. Edmund Davall relate cette entrevue à Smith en janvier 1793.
Edmund Davall et Henriette de Cottens auront quatre enfants, les deux premiers, une fille et un garçon, nés en 1790 et 1792, ne vivront pas. En 1793, naît Edmond Davall, qui deviendra forestier, et en 1795, le cadet Charles-Edouard, filleul de Sir James Edward Smith, qui deviendra officier.
La santé d’Edmund Davall décline de plus en plus, et il meurt le 26 septembre 1798 à l’âge de 35 ans, sans avoir eu le temps de publier ses travaux et notamment l’essai sur la flore suisse qu’il avait écrit. Son nom passa tout de même à la postérité, puisque son patronyme est attribué à un genre de fougère, Davallia, présent en Afrique du Nord, en Asie, en Malaisie, au Japon, dans le nord de l’Inde et en Australie, et à l'espèce Carex davalliana (Laîche de Davall), laîche caractéristique des marais alcalins, noms dédiés en son honneur par son ami Smith.
Les collections d’Edmund Davall prirent le chemin de l’Angleterre ; elles furent incorporées à l’herbier de Smith, déposées dans les archives de la Société linnéenne et dispersées en 1863, lorsque celle-ci ferma son musée. Quant aux livres de Davall, ils furent rachetés par Smith et sont conservés dans la bibliothèque de la Société linnéenne.

### Sources
- Cédric Rossier, Un destin au service de la patrie : Edmond Davall (1793-1860) entre conservatisme politique et avant-gardisme scientifique, 2003 — Mémoire de licence, Section d’histoire, Université de Lausanne
- Gavin Rylands de Beer, « Edmund Davall, F.L.S., an unwritten English chapter in the history of Swiss botany », Proceedings of the Linnean Society of London, vol. 159,‎ 1947, p. 42-65 — De même qu’un addendum final ajouté en 1949, vol. 160, p. 179-184 et “Edmund Davall’s note book”, vol. 161, 1949, p. 56-63